# Morlautern
Morlautern és una localitat de la ciutat de Kaiserlsuatern, a la regió del Palatinat a l'estat de Renània-Palatinat de la República Federal d'Alemanya. Morlautern és al nord de Kaiserslautern i té més de 3.500 habitants.

## Geografia
Morlautern està situat al nord de Kaiserslautern, en una plana a uns 330 metres d'altitud sobre el nivell del mar. La part més baixa de la pedània és al sud, per on passa el rierol d'Eselsbach. Aquest forma l'anomenada vall de Hagelgrundtal. El paisatge de la zona està format per planes i boscos.

## Història
| Cronologia             |                                                                         |
| Data                   | Fet                                                                     |
| 1215                   | Primera menció en un document                                           |
| segle XIV              | A Morlautern hi resideixen unes 30 famílies aprox.                      |
| 1592                   | Morlauter sofreix una despoblació i s'hi queden poc més de 20 families  |
| 1656                   | després de la Guerra dels Trenta Anys només tres famílies hi resideixen |
| 1788                   | El poble assoleix els 263 habitants repartits en 47 famílies            |
| 1793                   | Es lliura la batalla de Morlautern, amb 5.000 morts                     |
| 1804                   | Napoleó visita Morlautern                                               |
| 28 de setembre de 1944 | Nit de bombardeig, un 40% del poble queda destruït                      |
| 1969                   | Morlautern passa a ser una pedània (Stadtteil) de Kaiserslautern        |

El lloc es va mencionar per primera vegada el 1215 com al "pati amb bosc de Morluter" i pertanyia a la propietat dels Premonstratesos a Kaiserslautern. Des de llavors els propietaris de les terres de Morlautern van canviar sovint: alguna vegada francès, alguna vegada bavarès, alguna vegada suec, etc.
El poble sofreix les conseqüències de la Guerra dels Trenta Anys amb una reducció de la població fins a arribar a les tres famílies residents.
Del 28 al 30 de novembre de 1793, durant la guerra de la Primera Coalició les tropes revolucionàries franceses amb el general Lazare Hoche al cap, i l'exèrcit de Prússia i de Saxònia amb Carles Guillem de Brunswick com a cap, van lliurar la batalla de Morlautern. Aquesta va ser guanyada pels prussians i els saxons, però tot i això el general Hoche va assolir el seu objectiu el 28 de desembre, quan va alliberar el general Coustine de les tropes de Landau. Els habitants de Morlautern van haver de sofrir les conseqüències de la guerra, i molta gent del poble hi va perdre la vida. La batalla va deixar un total de 5.000 morts.
La batalla va passar a la història perquè les tropes més nombroses del general Lazare Hoche, van ser derrotades per l'exèrcit menys nombrós del Duc de Brunsvic.
Al cap de més de 10 anys, a la tardor del 1804, l'emperador Napoleó Bonaparte va fer un viatge d'inspecció a les seves tropes. El 5 d'octubre va visitar Morlautern i estudiar detalladament el territori on s'havia lliurat anys enrere la batalla contra els prussians i els saxons, i va felicitar el general Hoche per la seva feina al cap de les tropes.
El 28 de setembre de 1944, durant la "nit dels bombardejos" (Bombennacht), un 40% del poble va quedar destruït a causa de les bombes.
El 1969 va passar a formar part de la ciutat de Kaiserslautern com a pedània.

### Etimologia
La paraula "Morlautern" es pot descompondre en dos parts: Mor que ve del baix alemany "Muor" o "Mor" i significa "aiguamoll", i Lautern que ve de l'antiga paraula "Lutehara" que significa "corrent d'aigua clara".
El poble va començar anomenant-se Morluter després va evolucionar a Morlutra, Moorlautern, Mohrlautern i finalment Morlautern.
L'aigua del rierol d'Eselsbach, encara avui flueix per la vall de Hagelgrundtal com en els temps de l'existència de Morluter. Però en els últims anys s'ha anat formant, a prop del Freibad Waschmühle, un altre biòtop humit amb una riquesa creixent d'animals i plantes.
La vall d'Eselsbach ha estat anomenada així des de 1695. En aquest rierol hi solien passar rucs que carregaven cereals per portar-los als molins i per portar els esmalts de ferro que s'extreien del corrent d'aigua.
També la paraula "Hagelgrundtal" ha evolucionat de les paraules Han (eco) i Hal (pendent).

### El blasó

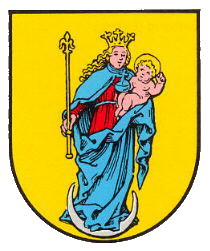
Antic escut de Morlautern

Antic blasó: Sobre l'antic blasó local, utilitzat també com a segell judicial, hi havia una imatge de la Mare de Déu amb el nen Jesús sobre el braç esquerre. Com que a Morlautern hi havia una petita capella que depenia dels Premonstratesos de Lautern, s'encarregava a les imatges dels sants la protecció del Monestir de Lauter. La petita capella dona a la cara oest de la casa de l'Abat, entre els carrers d'Otterbacher Straße i Obere Straße. El blasó conegut des de 1684 era el 1752 per un del mateix semblant, però el blasó més grosser substitueix. El blasó va ser utilitzat des del 1684 (la primera vegada que se'n té constància) fins al 1752, any en què va ser modificat.Finalment va ser substituït el 1960.
Blasó actual: El blasó local usat en l'actualitat té un fons verd, sobre el que hi han creuats un ganxo forestal o Wolfsangel d'or, i una canya d'or. Sobre això reposa una assutzena de plata que representa simbòlicament la Mare de Déu Maria. La canya simbolitza la vall i el rierol d'Eselsbach. Aquest estil de Wolfsangel és un signe representatiu del nord de Kaiserslautern.
Aquest escut va ser aprovat pel govern regional el 9 de març de 1960.

## Llocs i edificis
- La Waschmühle és una gran piscina pública de 160 metres, és la més gran d'Europa. La piscina compta amb instal·lacions tals com un bar, una piscina infantil, canviadors, un trampolí olímpic, una zona infantil o una zona esportiva amb camps de gespa i sorra de futbol, voleibol, futbol sala i d'altres.

- La Schlachtenturm és el símbol de Morlautern. Del 28 al 30 de novembre de 1793 es va lliurar la batalla de Morlautern, entre les tropes de la França revolucionària sota les ordres del general Lazare Hoche, i l'exèrcit de Saxònia i el de Prússia sota les ordres del Duc de Brunsvic. Aquesta va ser una de les poques batalles que els prussians i els saxons van poder guanyar als francesos, però tot i això el general Hoche va assolir el seu objectiu el 28 de desembre, quan va alliberar el general Coustine de les tropes de Landau. En commemoració a la batalla, el 1893 es va eregir la Schlachtenturm o "torre de la batalla".

- La Glockenturm de Morlautern tenia més significat que la farmàcia que hi ha al seu darrere, la qual servia d'escola. Actualment el campanar és utilitzat per les òlibes com a casa i per la farmàcia com a símbol.

- L'ajuntament de Morlautern s'utilitza com a administració local. El 2007 se li va habilitar un nou edifici. Està situat al número 22 del Otterberger Straße.

- La Wasserturm és la torre que proporciona l'aigua corrent al poble de Morlautern. És visible des de molts punts del voltants juntament amb la Schlachtenturm. Molta gent hi passa pel costat quan passeja pel "Batonstrasse", un camí pavimentat, entre els camps en direcció al "Brand".

- La Dortplatz és la plaça del poble on se celebra la festa del poble. Aquesta plaça és el punt de sortida per a les rues i els seguicis festius, també s'hi fa un mercat i és on s'instal·la la Kerwe (una fira temporal).

## Esglésies, escoles i associacions
- L'església de St.Bartholomäus s'aixeca al 27 de la Keiferberg, és administrada per la parròquia de St.Martin.

- L'església protestant de Morlautern està a la Turmstraße número 4. Actua com a església protestant de Morlautern i Erlenbach, i el seu rector és Thomas Kessler.
- Al número 47 del Otterberger Straße hi ha l'Escola Primària de Morlautern (Grundschule Morlautern).

- El Jardí d'Infància Protestant de Morlautern s'aixeca al 2 de la Trumstraße.

- La Llar de Gimnastes TVM i la Llar de l'Esport SV són les associacions més importants del poble, i són les que tenen les instal·lacions esportives de Morlautern. La Llar de Gimnastes va posar en funcionament el 1999 un diari del poble, el Dorfzeitung Fritz (o diari d'en Fritz). Aquest diari tractava temes tant de l'associació de gimnastes com del poble en general. A partir de l'edició de la primavera del 2003 el diari ja no va prosseguir, i actualment s'està intentant tornar a publicar.

- Altres associacions del poble són l'Associació de Música i Cant de Morlautern (Gesang- und Musikverein Morlautern), el Petit Gardiner (Kleingärtner), la de Dones de la Terra (Landfrauen), la Comunitat d'Hípica (Reit- und Fahrgemeinschaft), el Tennisclub Morlautern i l'Associació de clubs de Morlautern (Vereinsring Morlautern).

## Infraestructures
Per Morlautern hi passa la carretera L387 (Kaiserslautern-Imsweiler), també es pot accedir des de la ciutat de Kaiserslautern per la Morlauterer Straße. S'hi pot arribar des de Otterbach per la Kalckreuthstraße i des d'Erlenbach per la mateixa L387 o per l'Otterberger Straße. Morlautern no té estació de ferrocarril, l'estació de tren més propera és la d'Otterbach, o la Hauptbahnhof de Kaiserslautern. L'aeroport més proper a la pedània, com tots els pobles del Districte de Kaiserslautern, és el de la Base Aèria Americana de Ramstein.